# KSZ–1 Kometa
A KSZ–1 Kometa (oroszul: КС–1 Комета; NATO-kódja: AS–1 Kennel, GRAU-kódja: 4K87) szovjet légi indítású, hajók elleni robotrepülőgép. Az 1940-es évek végén fejlesztették ki. Ez volt az első légi indítású robotrepülőgép a Szovjetunióban. Hordozóeszközként a Tu–4 és a Tu–16 bombázókat használták. Az 1950-es évek elejétől az 1960-as évek végéig állt szolgálatban. A Szovjetunión kívül Egyiptom és Indonézia is rendszeresítette.

## Története
A kezdetben 14H K–1 Kometa jelzésű hajók elleni robotrepülőgép tervezése 1947-ben kezdődött a Vlagyimir Cselomej vezette OKB–51 tervezőirodában kezdődött. A fedélzeti rendszerek (irányítóberendezés, rádiólokátor) kifejlesztésére külön tervezőirodát hoztak létre SZB–1 jelzéssel, melynek igazgatója Pavel Kukszenko, főkonstruktőre Szergo Berija lett. Az első terv-változat még a német V–1 szovjet másolatán, a 10H robotrepülőgépen alapult volna, melybe egy D–7 típusú lüktető torlósugárhajtóművet, Kometa I irányítóberendezést (robotpilótát) és Kometa II típusú rádiólokátort terveztek beépítetni. A robotrepülőgépek tesztelésére a Pe–8 bombázót szánták.
A követelmények megváltozása (nagyobb sebesség és hatósugár elérése) miatt a torlósugárhajtómű helyett inkább gázturbinás sugárhajtómű alkalmazása mellett döntöttek. Ezért az egész projektet átadták a Mikojan–Gurevics-tervezőirodának (OKB–155), ahol a robotrepülőgép fejlesztési alapjául először az I–300 (később MiG–9 jelzéssel) vadászrepülőgépet, hajtóművéül pedig az RD–20 sugárhajtóművet választották. A munka teljesítése érdekében az OKB–155-nél egy külön csoportot hoztak létre, melyet Mihail Gurevics vezetett.
Még a koncepció kialakításának fázisában az I–300 helyett az I–310 (későbbi MiG–15) prototípus gépet vették alapul. Az első tervek szerint 200 km-es hatótávolsággal számoltak, a gép tömegét pedig kb. 2 tonnásra becsülték. Később a repülési paraméterek romlottak, a tömeg pedig növekedett. A nagyobb átmérőjű törzsben az eredetileg tervezett axiális kompresszorral rendelkező RD–20-as hajtómű helyett a nagyobb tolóerejű, de nagyobb átmérőjű, axiálkompresszoros RD–500-as hajtómű is elfért, így ez utóbbi mellett döntöttek. Hordozó repülőgépnek az abban az időben rendelkezésre álló egyedüli szovjet nehézbombázót, a Tu–4-t választották ki.
Az előszéria megépítésére és a berepülése céljából létrehozták a Kalugai terület Inavkovo nevű településén (később: Dubna) az OKB–155 új részlegét, az OKB–155–1-et, melynek vezetőjévé és egyúttal az OKB–155 helyettes vezetőjévé Alekszandr Bereznyakot nevezték ki. Ez az új részleg az 1. sz. üzem mellett jött létre. Ez lett később, 1965-ben az önálló Raduga tervezőiroda.